# 呂号第三十四潜水艦
| 画像をアップロード |                                                                        |
| 艦歴               |                                                                        |
| 計画               | 昭和6年度計画（第一次補充計画）                                        |
| 起工               | 1934年4月25日                                                          |
| 進水               | 1935年12月12日                                                         |
| 就役               | 1937年5月31日                                                          |
| その後             | 1943年4月5日戦没                                                       |
| 除籍               | 1943年9月15日                                                          |
| 性能諸元           |                                                                        |
| 排水量             | 基準：700トン 常備：940トン 水中：1,200トン                            |
| 全長               | 73.00m                                                                 |
| 全幅               | 6.70m                                                                  |
| 吃水               | 3.25m                                                                  |
| 機関               | 艦本式21号8型ディーゼル2基 電動機、2軸 水上：3,000馬力 水中：1,200馬力 |
| 速力               | 水上：18.9kt 水中：8.2kt                                               |
| 航続距離           | 水上：12ktで8,000海里 水中：3.5ktで90海里                              |
| 燃料               | 重油：108.7トン                                                        |
| 乗員               | 61名                                                                   |
| 兵装               | 40口径八八式8cm高角砲1門 13mm機銃1挺 53cm魚雷発射管 艦首4門 魚雷10本   |
| 備考               | 安全潜航深度：75m                                                      |

呂号第三十四潜水艦（ろごうだいさんじゅうよんせんすいかん）は、日本海軍の潜水艦。呂三十三型潜水艦（海中6型）の2番艦。愛媛県伊予市の軍人墓地に忠魂碑がある。

## 艦歴
- 1934年（昭和9年）4月25日 - 三菱神戸造船所で起工。
- 1935年（昭和10年）12月12日 - 進水
- 1937年（昭和12年）5月31日 - 竣工。舞鶴鎮守府籍に編入[1][2]。呂33と共に佐世保鎮守府部隊第21潜水隊を新編。
- 1938年（昭和13年）6月1日 - 艦型名を呂三十三型に改正[3]。
- 1940年（昭和15年）
  - 10月11日 - 横浜港沖で行われた紀元二千六百年特別観艦式に参加[4]
  - 11月15日 - 第21潜水隊は第4潜水戦隊に編入[1]。
- 1941年（昭和16年）12月18日 - 佐世保を出航。マレー、ジャワ方面において交通破壊戦に参戦[1]。
- 1942年（昭和17年）3月7日 - セレベス島スターリング湾着[1]。
  - 3月22日 - スターリング湾を出航[1]。
  - 4月3日 - トラック着[1]。
  - 4月15日 - トラックを出航し、18日、ラバウル着[1]。
  - 4月26日 - ラバウルを出航し、ポートモレスビー作戦を支援[1]。
  - 5月23日 - トラックを出航し、30日、佐世保に入港。整備を実施[1]。
  - 7月9日 - 佐世保を出航し、27日、ラバウル着[1]。
  - 7月79日 - ラバウルを出航し、ツラギ方面で活動[1]。
  - 8月4日 - 豪貨客船カツームバ（Katoomba、8,473トン）撃破[5]。
  - 8月21日 - ラバウルを出航し、ガダルカナル島を偵察[1]。
  - 9月27日 - ラバウルを出航し、ポートモレスビーを偵察[1]。
  - 10月29日 - 甲標的搭載用具を搭載しトラックを出航、11月1日 、 ショートランドに送り届ける[1]。
  - 11月7日 - ラバウルを出航しソロモン方面で活動[1]。
  - 12月1日 - トラックを出航し、9日、佐世保に入港。修理を実施[1]。
- 1943年（昭和18年）2月20日 - 佐世保を出航[1]。
  - 3月9日 - ラバウルを出航し、ツラギ方面で活動[1]。
  - 4月2日 - ラバウルを出航。い号作戦に伴いカダルカナル島方面の敵艦船攻撃、搭乗員救助を実施[1]。
  - 4月5日 - ラッセル諸島付近で、米駆逐艦「オバノン」の攻撃を受け戦没。富田艦長以下66名全員が戦死[1][2]。
  - 5月2日 - ソロモン方面で亡失と認定[6]。

撃破総数1隻、撃破トン数8,473トン。

## 歴代艦長
※『艦長たちの軍艦史』449頁による。

### 艤装員長
- 殿塚謹三 少佐：1936年11月2日[7] -

### 艦長
- 殿塚謹三 少佐：1937年5月31日 - 1937年11月15日[8]
- 広川隆 少佐：1937年11月15日 - 1938年3月19日[9]
- 成沢千直 少佐：1938年3月19日 - 1938年9月15日[10]
- 朝田肆六 大尉：1938年9月15日 - 1939年11月15日[11]
- 福村利明 少佐：1939年11月15日 - 1940年11月5日
- 木梨鷹一 少佐：1940年11月5日 - 1941年7月1日
- （兼）渡辺勝次 少佐：1941年7月1日[12] - 1941年7月31日[13]
- （兼）坂本栄一 少佐：1941年7月31日[13] - 1941年10月31日[14]
- 大田武 少佐：1941年10月31日 -
- 森永正彦 大尉：1942年6月5日 -
- 土居誉重 少佐：1942年10月30日 -
- 富田理吉 大尉：1943年3月30日 - 1943年4月5日戦死